# سنگسار ثریا م.
سنگسار ثریا م. نام فیلم درام محصول سال ۲۰۰۸ ایالات متحده آمریکا به کارگردانی سیروس نورسته است. این فیلم براساس رمانی به همین نام (سنگسار ثریا م) (۱۹۹۴) نوشته فریدون صاحب جمع در مورد سنگسار شدن ثریا منوچهری، ساخته شده که داستان آن در ۱۹۸۶ و در راستای نقض حقوق بشر توسط جمهوری اسلامی ایران و سنگسار در ایران اتفاق می‌افتد.

## خلاصه داستان
داستان فیلم از اینجا شروع می‌شود که روزنامه‌نگاری فرانسوی در سفرش به روستایی (احتمال داده میشود کوهپایه اصفهان) می‌رسد و اتومبیلش را برای تعمیر به هاشم، مکانیک روستا می‌دهد. توقف روزنامه‌نگار فرانسوی در روستا فرصتی است تا او با یک ماجرای هولناک مواجه شود؛ زنی به نام زهرا به محض دیدن روزنامه‌نگار او را به خانه خود دعوت می‌کند و از او می‌خواهد پای حرف‌هایش بنشیند. از این نقطه فیلم وارد یک فلش بک می‌شود و داستان در گذشته روایت می‌شود و خواهرزاده زهرا "ثریا" در مرکز این ماجرا قرار دارد.
شوهر ثریا که یک زندان بان است قصد تجدید فراش دارد اما چون توانایی پرداخت هزینه هر دو زن را ندارد به ثریا پیشنهاد طلاق می‌دهد، ثریا وقتی حق و حقوقش را مطالبه می‌کند مرد نمی‌پذیرد و با کدخدا و روحانی ده تبانی می‌کند، نقشه از این قرار است که ثریا را به خانه هاشم برای کلفتی می‌فرستند، مردی که زنش را از دست داده و به همراه فرزند ناشنوایش زندگی می‌کند و این ویژگی‌ها موقعیت را برای متهم شدن ثریا به رابطه با هاشم فراهم می‌کند.
شوهر ثریا با همدستی کدخدا و ملای ده به زن بی گناه اتهاماتی را نسبت می‌دهند که در نهایت به سنگسار شدن ثریا منجر می‌شود.

## بازیگران
- شهره آغداشلو در نقش زهرا
- جیمز کاویزل در نقش فریدون صاحب جمع (روزنامه‌نگار فرانسوی)
- مژان مارنو در نقش ثریا منوچهری
- پرویز صیاد در نقش هاشم
- نوید نگهبان در نقش علی
- علی پورتاش در نقش ملا حسن، روحانی ده
- دیوید دیان در نقش ابراهیم
- واچیک مانگاساریان در نقش پدر ثریا

## تولید
شهره آغداشلو در نقش زهرا و جیمز کاویزل -بازیگر فیلم‌های خط باریک قرمز و مصائب مسیح - در نقش خبرنگار فرانسوی ظاهر شده‌ است.
فیلمنامه این فیلم بر اساس رمانی از فریدون صاحب جمع است و آن را سیروس نورسته به همراه همسرش بتسی گیفن نورسته نوشته‌است. تهیه‌کننده فیلم، کمپانی ام‌پاورپیکچرز است.
نورسته در مصاحبه‌ای گفت، فیلم سنگسار ثریا میم را در منطقه خاورمیانه ساخته، اما به کشور آن اشاره‌ای نکرد. به گفته آغداشلو فیلم در اردن فیلمبرداری شده‌ است.
سیروس نورسته فارغ‌التحصیل سینما از دانشگاه یو.اس. سی آمریکاست و سابقه بیست سال فعالیت تلویزیونی و سینمایی دارد و فیلم سنگسار ثریا م. نخستین فیلم سینمایی اوست. بتسی گیفن نورسته فارغ‌التحصیل فیلمنامه‌نویسی از دانشگاه میامی است.
علاوه بر شهره آغداشلو و جیم کاویزل، پرویز صیاد، ویدا قهرمانی، نوید نگهبان، علی پورتاش و محمد یزدانی نیز در این فیلم بازی دارند. نقش ثریا را مژان مارنو ایفا می‌کند.
دیالوگ‌های فیلم بیشتر به زبان فارسی است و با زیرنویس انگلیسی پخش جهانی می‌شود.

## نقد
- کارل م. کانون می‌گوید: دیالوگ‌های فیلم نسبت به کتاب سنگسار ثریا م وفادار است. اگر چه کسانی که کتاب سنگسار ثریا م را خوانده‌اند متوجه شده‌اند که ثریا به جای ۴ فرزند (در فیلم) ۷ فرزند داشت. در حقیقت ماجرا، ۲ پسر ارشد عبوسش، هنگام سنگسار ثریا منوچهری ۱۸ و ۱۶ ساله بودند و به خوبی راه پدر آدمکش شان را ادامه می‌دادند. در فیلم آن‌ها کم‌سن‌تر بودند و فرزند دوم از صحنهٔ سنگسار مادرش متأثر شد، اگر چه به فرمان پدرش عمل کرده بود.[۵]